# Ibn asz-Szajch al-Libi
Ibn asz-Szajch al-Libi (arab. ‏إبْنُ ٱلشَّيْخِ اللّيبي‎), właściwie Ali Muhammad Abd al-Aziz az-Zar’ani al-Fachiri (ur. w 1963 w Adżdabiji, zm. 9 maja 2009 w Trypolisie) – libijski terrorysta, członek Al-Ka’idy. Jego wymuszone torturami zeznania rząd Stanów Zjednoczonych uznał za dowód na istnienie związków między Al-Ka’idą a irackim reżimem Saddama Husajna, co było jednym z pretekstów inwazji wojsk USA i sojuszników na Irak w 2003.

## Życiorys
Al-Libi był szefem położonego w Afganistanie obozu szkoleniowego Al-Ka’idy Al-Chaldan, gdzie szkolenie odbył m.in. Zacarias Moussaoui, uwikłany w organizację zamachów z 11 września 2001. W listopadzie 2001 został zatrzymany przez służby pakistańskie, próbując przekroczyć granicę afgańsko-pakistańską. Przesłuchiwany przez funkcjonariuszy amerykańskich i egipskich (ci ostatni poddali go torturom, m.in. stosując waterboarding, przetrzymując go przez 17 godzin w ciasnej skrzyni, a następnie bijąc przez 15 minut) zeznał, że Irak szkolił członków Al-Ka’idy do użycia broni biologicznej i chemicznej. Administracja prezydenta Stanów Zjednoczonych George'a W. Busha przedstawiła zeznania al-Libiego jako dowód na powiązania reżimu Saddama Husajna z Al-Ka’idą, co Stany Zjednoczone wykorzystały do usprawiedliwienia inwazji na Irak w 2003. DIA już w lutym 2002 wyraziła jednak opinię, że al-Libi celowo wprowadzał w błąd przesłuchujących go funkcjonariuszy. Podobne wątpliwości co do wiarygodności świadectwa al-Libiego wyraziła CIA w raporcie sporządzonym latem 2002. Sam al-Libi odwołał swoje zeznania w styczniu 2004, twierdząc, że sfabrykował je, chcąc uniknąć dalszej przemocy ze strony śledczych, co potwierdził opublikowany w 2006 raport Komisji do spraw Wywiadu Senatu Stanów Zjednoczonych. Wiosną 2006 al-Libi został wydany Libii, gdzie w tajnym procesie został skazany na dożywocie. Al-Libi, chorujący na gruźlicę i cukrzycę, zmarł w więzieniu Abu Salim w Trypolisie, krótko po wizycie zespołu z organizacji Human Rights Watch. Według władz Libii, miał popełnić samobójstwo. Z kolei zdaniem Ajmana az-Zawahiriego, jednego z przywódców Al-Ka’idy, al-Libi został zamęczony torturami przez władze libijskie.